# Thomas De Quincey

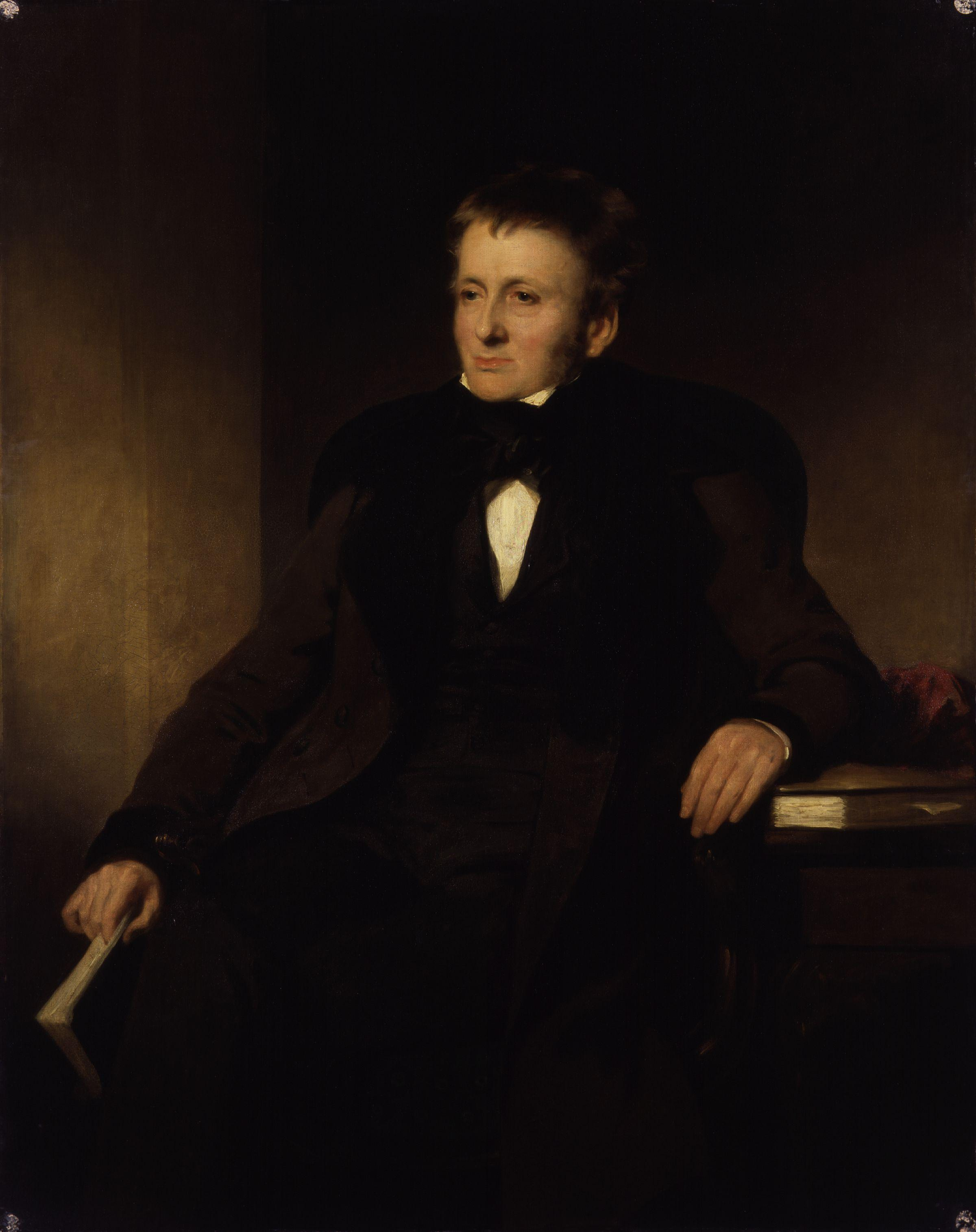
Thomas de Quincey –
Porträt von Sir John Watson-Gordon (1788–1864), National Portrait Gallery, London.

Thomas De Quincey, auch Thomas de Quincey (* 15. August 1785 in Manchester; † 8. Dezember 1859 in Edinburgh), war ein britischer Schriftsteller, Essayist und Journalist. Am bekanntesten ist sein autobiografisches Buch Confessions of an English Opium-Eater (deutsch: Bekenntnisse eines englischen Opiumessers).

## Leben

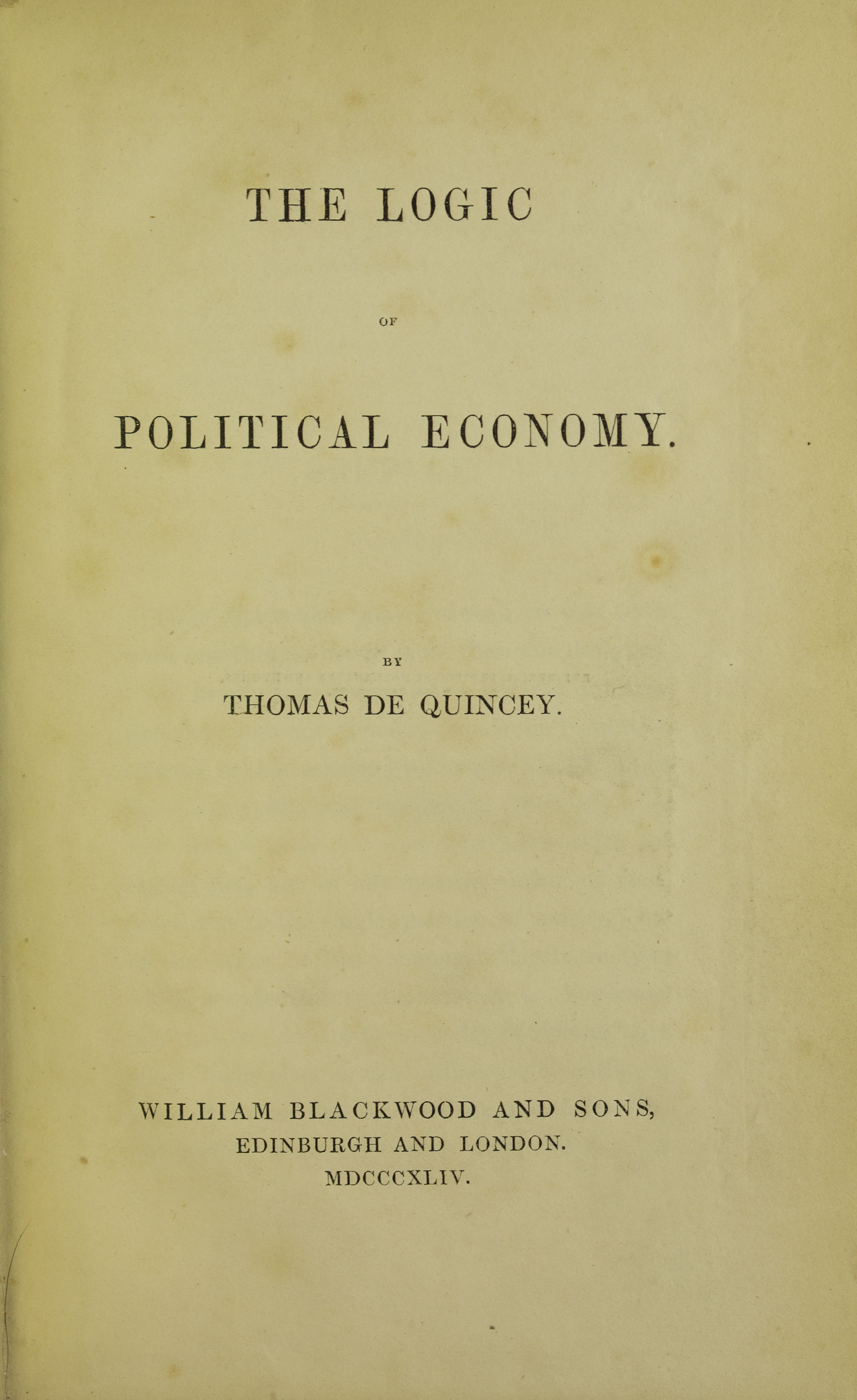
Logic of political economy, 1844

### 1785–1803
De Quincey war der Sohn eines Tuchhändlers, der bereits 1793 verstarb. 1796 zog De Quincey mit seiner Mutter nach Bath, wo er das Gymnasium besuchte. Er war ein hervorragender Schüler und brillierte besonders in Latein und Griechisch. Nach einem geringfügigen Zwischenfall wurde er der Schule verwiesen und besuchte erst eine Schule in Wingfield (Wiltshire), dann die Manchester Grammar School. 1802 brannte er durch und lebte für einige Zeit in großer Armut, erst in Wales, dann in London. Zu dieser Zeit war er bereits von der Literatur der Romantik beeinflusst, besonders die Lyrical Ballads von Wordsworth und Coleridge hatten es ihm angetan. In London freundete er sich mit einer Prostituierten namens Ann an. Diese Episode sollte er später in den Confessions beschreiben. Zufällig entdeckten ihn Bekannte in London und brachten ihn zu seiner Familie zurück. Nachdem er sich mit seiner Mutter und seinem Vormund ausgesöhnt hatte, besuchte er schließlich ab Dezember 1803 das Worcester College in Oxford.

### 1804–1817
Auf dem College war er ein Einzelgänger. Lieber als die Gesellschaft von Menschen war ihm die von Büchern. Regelmäßig ging er für einige Zeit nach London, wo er 1804, als er unter starker Neuralgie litt, erstmals Opium nahm. 1803 hatte er einen Briefwechsel mit Wordsworth begonnen, den er 1805 und wieder 1806 im Lake District besuchen wollte. Seine große Schüchternheit ließ ihn jedoch jeweils im letzten Moment wieder umkehren. 1806 hatte er eine kleine Erbschaft gemacht, die er größtenteils für Bücher ausgab. Einen Teil des Geldes spendete er zudem anonym dem bewunderten Coleridge. 1807 machte er endlich die persönliche Bekanntschaft erst Coleridges und dann auch Wordsworths, wobei er bei beiden einen angenehmen Eindruck hinterließ. Anfang 1808 brach er kurz vor seinem Examen und anscheinend ohne Grund sein Studium ab. 1809 zog er in Wordsworths Nähe, nach Grasmere. In den nächsten Jahren, in denen er oft krank war – was seine Abhängigkeit vom Opium verstärkte – las er viel und arbeitete Coleridge und Wordsworth zu. Seine zunehmende Opiumsucht entfremdete ihn jedoch von Wordsworth, was sich noch verstärkte, nachdem De Quincey eine Beziehung mit der Bauerntochter Margaret Simpson begonnen hatte. 1816 wurde ein erster Sohn geboren, und 1817 heirateten die beiden. Insgesamt sollten aus der Ehe acht Kinder hervorgehen.

### 1818–1859

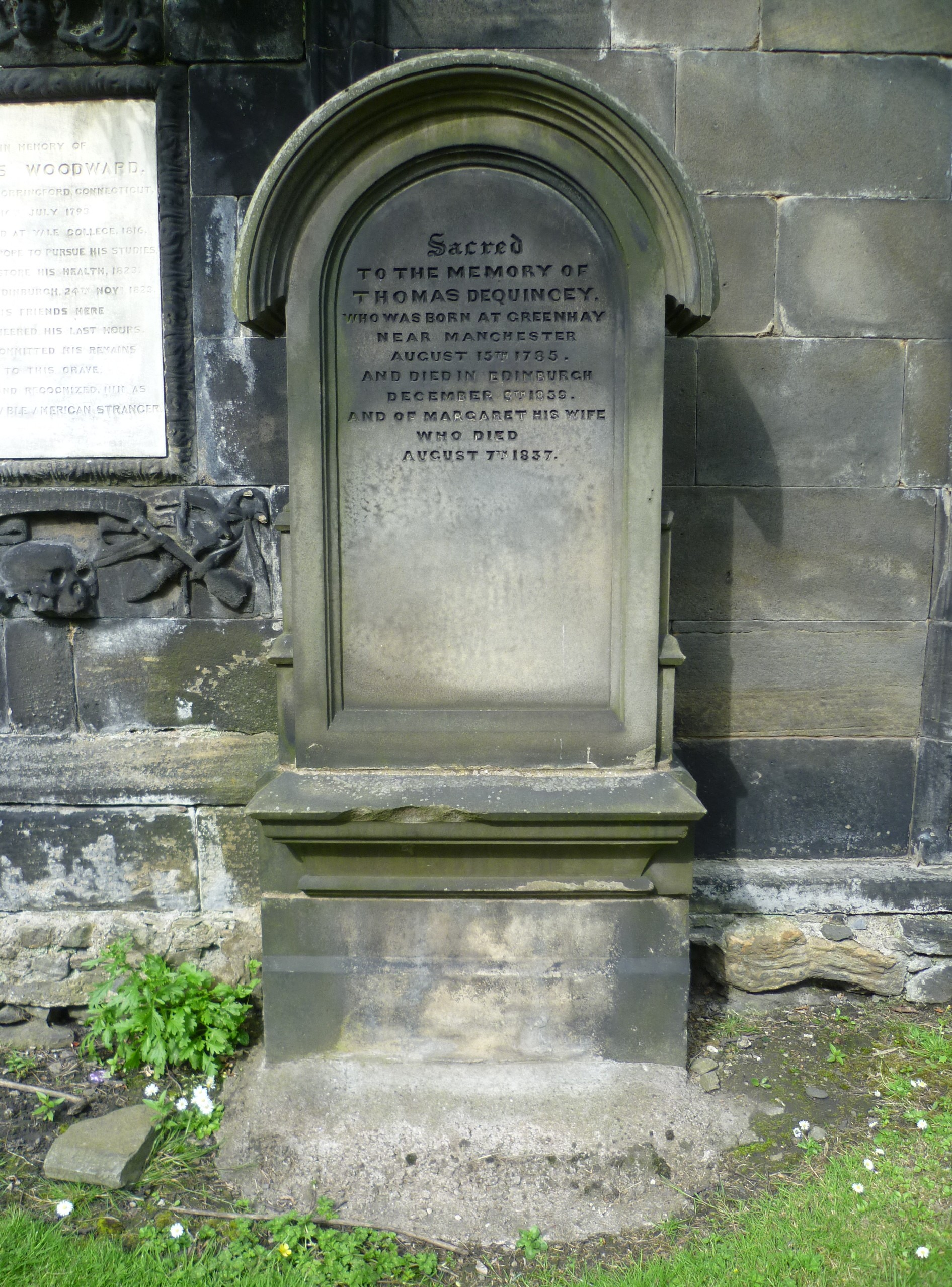
De Quinceys Grab in Edinburgh

Da De Quincey sein Erbe mittlerweile aufgebraucht hatte und zudem eine Familie versorgen musste, begann er ernsthaft schriftstellerisch tätig zu werden. In den nächsten Jahren arbeitete er vor allem journalistisch, unter anderem für das London Magazine und das Blackwood’s Magazine. Seine Texte waren unterschiedlicher Art, teils Rezensionen, teils Essays. Er schrieb über Goethe, Jean Paul, Thomas Malthus und Immanuel Kant. Daneben veröffentlichte er originelle Essays wie zum Beispiel On Murder Considered as One of the Fine Arts (dt. Der Mord als eine der schönen Künste betrachtet). 1821 erschien im London Magazine sein berühmtestes Werk Confessions of an English Opium-Eater (dt. Bekenntnisse eines englischen Opiumessers), das für Aufsehen sorgte und ihn bekannt machte.
Trotz seiner großen Arbeitsamkeit lebten De Quincey und seine Familie stets in großer Armut. 1832 musste er für kurze Zeit ins Schuldgefängnis und 1833 den Bankrott erklären. Bereits 1826 war De Quincey nach Edinburgh gezogen, wo er weiterhin für eine Reihe von Zeitschriften arbeitete. Nach dem Tod seiner Frau, 1837, erhöhte sich sein Opiumkonsum (das Opium nahm er, wie damals allgemein üblich, in gelöster Form, als Laudanum zu sich). Dennoch entstanden weiterhin zahlreiche Artikel und Bücher. Zwischen 1834 und 1839 erschien Recollection of the Lakes and the Lake Poets, 1845 Suspiria de Profundis. Ab 1853 begann er mit der Herausgabe seiner gesammelten Werke.
Houston Stewart Chamberlain nannte ihn „eine der reichsten Begabungen an Geistesschärfe, Wissen, Gedächtnis, Federkraft, die England je hervorgebracht hat“.

## Werke
- Confessions of an English Opium-Eater (deutsch: Bekenntnisse eines englischen Opiumessers). 1821. In zwei Teilen im London Magazine, 1822 in Buchform.
- On the Knocking at the Gate in Macbeth. 1823.
- Walladmor. 1825.
- The Last Days of Immanuel Kant (deutsch: Die letzten Tage des Immanuel Kant). 1827.[2]
- On Murder Considered as One of the Fine Arts. Essay. [Erstabdruck] in: Blackwood’s Magazine. 1827.

deutsch: Der Mord als schöne Kunst betrachtet. Übersetzt von Alfred Peuker. Vorwort von David Masson. Bruns, Minden um 1920, deutsche Erstausgabe.
Nach der Übersetzung von Alfred Peuker bearbeitet von Ursula Fischer. Hrsg. und eingeleitet von Norbert Kohl. Mit zeitgenössischen Illustrationen. Insel-Verlag, Frankfurt am Main 1983, ISBN 3-458-31958-1.
Neubearbeitung von Gerhild Tieger. Autorenhaus Verlag 2004, ISBN 3-932909-42-9.
- The Toilette of the Hebrew Lady. 1828.
- Rhetoric. 1828.
- Klosterheim, or the Masque. 1832.
- The Caesars. 1832–1834.
- Samuel Taylor Coleridge. 1834.
- The Revolt of the Tartars. 1837.
- Artikel Goethe, Schiller, Shakespeare u. a. für die Encyclopædia Britannica, 1837;

Literarische Portraits: Schiller, Herder, Lessing, Goethe. Aus dem Englischen übersetzt, kommentiert und herausgegeben von Peter Klandt. Revonnah Verlag, Hannover 1998, ISBN 3-927715-95-6.
- The Avenger: A narrative. 1838.
- Recollection of the Lakes and the Lake Poets. 1834–1839.
- Style. 1840.
- The Household Wreck. 1838, in: Blackwood’s Magazine. Deutsche Erstausgabe: Ruin, Berlin 2022, Friedenauer Presse. Herausgegeben, übersetzt und mit einem Nachwort versehen von Andreas L. Hofbauer, ISBN 978-3-7518-0621-3
- The Logic of Political Economy. 1844.
- Suspiria de Profundis. 1845;

Suspiria de Profundis – Seufzer des Verderbens: Eine Fortsetzung der Bekenntnisse eines englischen Opiumessers. Aurino Verlag, 2008, ISBN 978-3-937392-20-2.
- Coleridge and Opium-Eating. 1845.
- The Nautico-Military Nun of Spain. In: Tait’s Edinburgh Magazine. XIV, William Tait, Edinburgh 1847, S. 342–33.
- The English Mail-Coach. 1849.
- Autobiographic Sketches. 1853.
- Selections Grave and Gay, from the Writings, published and unpublished. 1853–1860.
- The Spanish military nun. In: Select Essays of Thomas de Quincey, narrative and imaginative. David Mason (Hrsg.), Adam & Charles Black, Edinburgh 1888.